# Deströyer 666

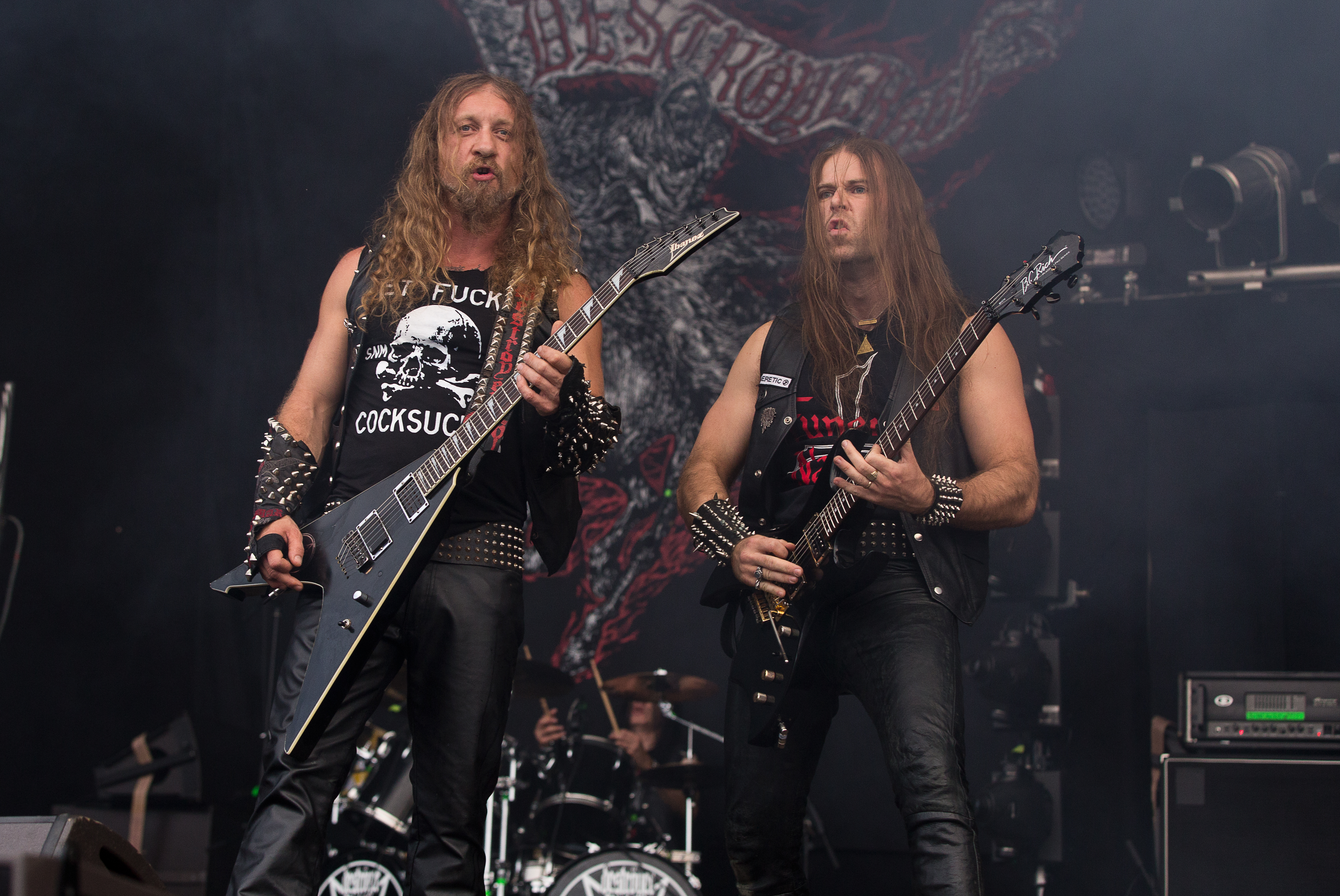
KK Warslut und Roland „R.C.“ Cohen auf dem Party.San 2016

Deströyer 666 ist eine Extreme-Metal-Band. Sie wurde 1994 in Australien gegründet, die Musik der Band vereint Einflüsse aus Thrash Metal und Black Metal. Seit Anfang der 2000er Jahre ist die Band in den Niederlanden ansässig.

## Bandgeschichte
Deströyer 666 wurde 1994 von KK Warslut, Gitarrist der australischen Black-Metal-Band Bestial Warlust, als Soloprojekt gegründet. Im Mai desselben Jahres nahm der Musiker das Demo Six Songs with the Devil auf, als Schlagzeuger fungierte Chris „Volcano“ Broadway von Abominator. 1995 kam Phil „Bulleteater“ Gresik am Bass hinzu und die Band veröffentlichte die EP Violence is the Prince of This World auf Modern Invasion. Mit dem Gitarristen Shrapnel und dem Schlagzeuger Ballistic „Coz“ Howitzer war 1996 die erste Besetzung komplett und das Debütalbum Unchain the Wolves erschien ebenfalls auf Modern Invasion. Die anschließende Australian-and-Antichrist-Tournee Ende 1996 war nach Angaben der Band ein finanzielles Desaster.

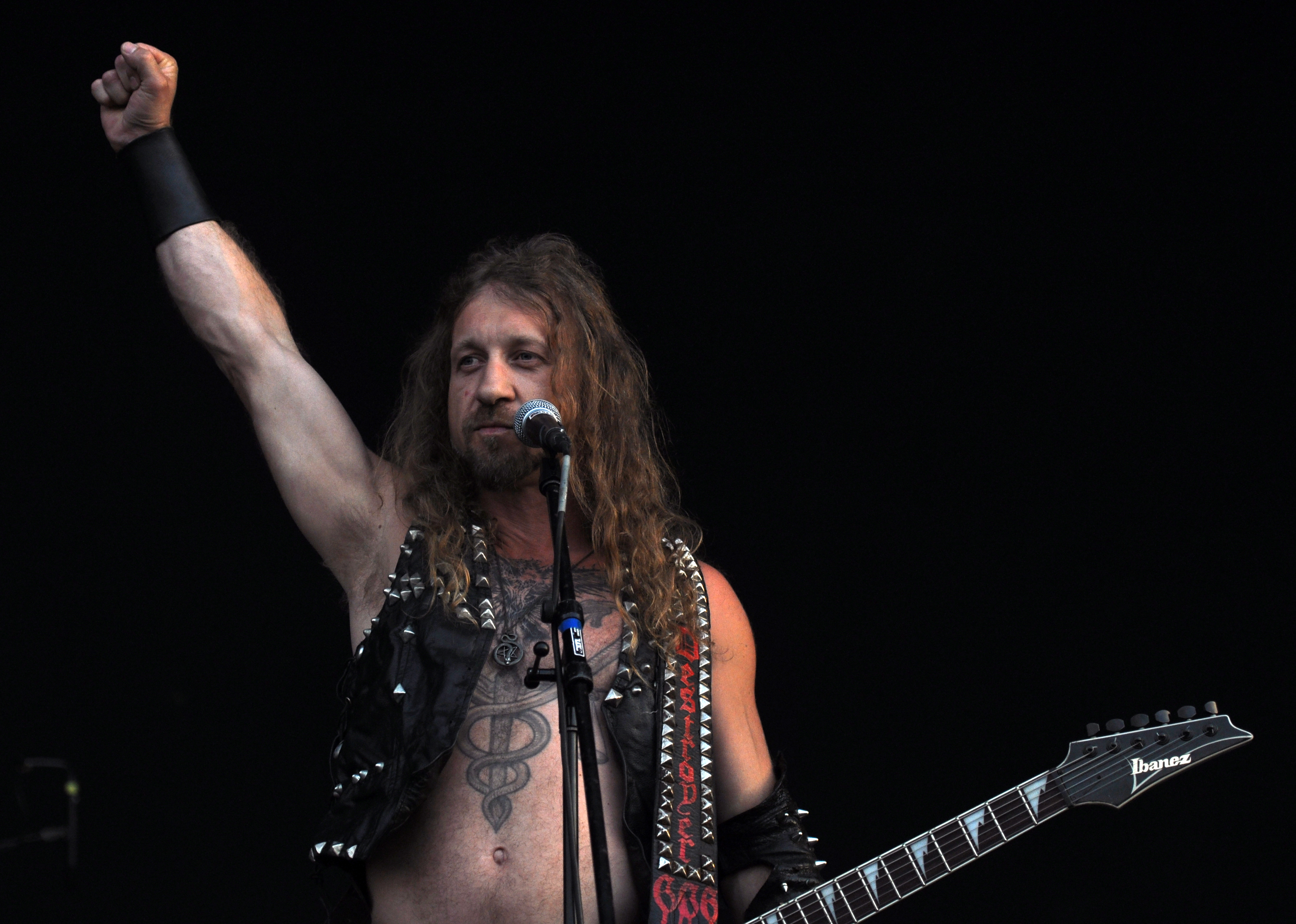
KK Warslut auf dem Party.San 2013

1998 wurde Schlagzeuger Howitzer durch Jarro Deceiver ersetzt, als Sessionbassist auf ihren Live-Shows fungierte Ryan Marauder von Gospel of the Horns. Nach der Veröffentlichung des zweiten Albums Phoenix Rising auf Season of Mist 1999 verließ Deceiver Anfang 2000 die Band. Der Posten des Schlagzeugers wurde zunächst mit Shane Rout von Abyssic Hate und dann mit Eric de Windt von den niederländischen Death-Metal-Bands Sinister und Prostitute Disfigurement besetzt, bevor Anfang 2001 mit Mersus ein neuer Schlagzeuger gefunden wurde. Bereits 2000 hatte Bassist Phil „Bulleteater“ Gresik die Band verlassen, für ihn kam Simon Berzerker.
Es folgte 2002 eine Europatour mit Immolation und Deranged, in deren Anschluss Shrapnel und Berzerker in den Niederlanden bleiben mussten, weil ihre Visa abgelaufen waren und sie nicht mehr nach Australien ausreisen durften. Auch auf Grund der Tatsache, dass Schlagzeuger Mersus in Deutschland lebte, zog es die Band nun nach Europa. KK lebte zuerst in Eindhoven und später in Dänemark und Shrapnel in London. 2003 verließ Berzerker die Band, seinen Posten übernahm Anfang 2004 Matt, der in London lebte.
Bei der Produktion des dritten Studioalbums Cold Steel…For an Iron Age kam es zu unvorhergesehenen Problemen mit dem Plattenlabel, die das Artwork nicht nach den Vorstellungen der Band umsetzte. Frustriert nahm die Band 2002 Terror Abraxas auf und veröffentlichte es über das kleine niederländische Independent-Label Iron Pegasus Records. 2005 folgte eine Australien-Tour, 2006 die Wolves-over-America-Tour durch die USA. Danach stand die Band wegen der räumlichen Entfernung zwischen den Musikern kurz vor der Auflösung, begann jedoch im April 2007, Lieder für ein neues Album zu schreiben. Ende 2008 konnten die Aufnahmen in Stockholm begonnen und Ende Februar 2009 abgeschlossen werden. Das vierte Studioalbum Defiance erschien im Juli 2009, gefolgt von einer Tournee durch Europa und Nordamerika. Nach deren Abschluss begann die Band im Herbst 2010 mit dem Songwriting zum fünften Album mit dem Arbeitstitel Siege, das bislang noch nicht erschienen ist. Im Sommer 2012 gab die Band auf ihrer Webseite bekannt, dass Gitarrist Shrapnel aus persönlichen Gründen Deströyer 666 verlassen habe. Die Nordeuropa-Tournee im Herbst 2012 bestritt die Band mit verschiedenen Gastmusikern an Schlagzeug und Gitarre. In der Folgezeit absolvierte Deströyer 666 einige wenige Shows, unter anderem im Dezember 2013 beim Eindhoven Metal Meeting und auf dem Hellfest im Juni 2014.

## Stil
Die Musik von Deströyer 666 ist eine brutale Mischung aus Death Metal und Thrash Metal, die im Laufe der Jahre keinen großen Änderungen unterworfen wurde. Die Musik bewegt sich zwischen 1980er-Jahre-Thrash-/Death-Metal-Anleihen und langsamen Passagen, die an Burzum erinnern. KK Warslut sieht seine persönlichen musikalischen Wurzeln im Thrash Metal der 1980er Jahre und in Bands wie Celtic Frost oder Destruction. Zugleich bezeichnet er den Stil der Band nicht als Black Metal und fügt hinzu, diesen weder wirklich definieren zu können noch besonders zu mögen; zudem halte er „nichts von diesem mystischen, philosophischen Bullshit, den dann sowieso keiner versteht“, daher haben die Texte der Band weder antichristliche noch satanische Inhalte, wenngleich manche Liedtitel dies vermuten ließen:

„‚I Am The Wargod‘ zum Beispiel hat nichts mit dem Kampf gegen das Christentum zu tun. Ich bin zwar kein Christ, aber mein Krieg wird gegen die Dummheit geführt.“

KK Warslut betonte jedoch, er habe nichts gegen esoterische Studien und Praxis, sehe jedoch die Rhetorik, Dogmen und Aberglauben als lächerlich an und die Beschäftigung mit sinistren Dingen als absurd; wenn etwas ihm ansprechend oder nützlich erscheine, verliere es die entsprechende Konnotation, „böse“ und „sinister“ seien Termini für Strafverfolger und Priester. In der Symbolik von Deströyer 666 finden sich immer wieder der Wolf und der Hermesstab wieder. KK Warslut kann jedoch aufgrund der Natur des Metals nur eine Seite oder einen Aspekt des Wolfs über Deströyer 666 ausdrücken. Den Hermesstab verwendet er zum Ausdrücken des Dualismus der gnostischen Gottheit Abraxas und sieht Deströyer 666 nicht als Repräsentation des Archetyps Hermes, des griechischen Gottes der Magie. Teufelsanbetung sieht er als vermutlich nicht über einen längeren Zeitraum interessant an, wie auch Anton Szandor LaVeys moderner Satanismus entgegen LaVeys Aussagen von Yuppies übernommen worden sei. Wie radikale und schockierende Inhalte gesellschaftsfähig werden können, sei anhand der Metal-Kultur gut zu erkennen.

## Kontroverse
Auf ihrem 1997er Album Unchain the Wolves grüßten Deströyer 666 die RAC-Bands Fortress, Squadron und Brutal Attack, sowie die teilweise zum NSBM gezählten Abyssic Hate und Spear of Longinus. Auch einige Textzeilen, wie „I’m not ashamed to be white / Paying penance to fools is a waste of my life“ (dt.: „Ich schäme mich nicht, weiß zu sein / Vor Narren zu büßen, ist eine Verschwendung des Lebens“) ließen den Verdacht aufkommen, dass die Gruppe rechtes Gedankengut verbreitete. Außerdem erschien eine 7"-Single namens Satanic Speed Metal, deren Titellied auf der Rückseite als SS Metal abgekürzt wurde. In der Folgezeit verschwanden solche Textinhalte jedoch vollständig aus den Liedtexten der Gruppe, und sie traten beispielsweise auch auf dem eher linksgerichteten Festival Fuck the Commerce auf.
Bezüglich des oben genannten Liedtextes zu Australian & Antichrist äußerte sich KK Warslut mehrfach in Printmedien:

“The lyrix only say that I’m not ashamed of my skin colour. Can you see how far society has come, if to even not to be ashamed of yourself is a crime. […] Then I found out the political climate in Germany is alot different than here in Australia. If I had of known I think I would’ve been a lot more silent about these issues. […] The bottom line is, D’666 are a metal band, not a political band. I might sing about the spirit of things as I see them, but not political strategy or ideal. And we have never been racist. (Hervorhebungen im Original)”

„Die Texte sagen nur aus, dass ich mich nicht für meine Hautfarbe schäme. Seht ihr, wie weit die Gesellschaft schon gekommen ist, wenn es ein Verbrechen ist, sich nicht für sich selbst zu schämen. […] Dann habe ich herausgefunden, dass das politische Klima in Deutschland ziemlich anders ist als hier in Australien. Wenn ich davon gewusst hätte, wäre ich wohl etwas stiller mit diesen Sachen umgegangen. […] Das Wichtigste ist, D’666 ist eine Metal-Band, keine politische Band. Es kann vorkommen, dass ich über den Geist von Sachen, und wie ich sie sehe, singe, aber nicht als politische Strategie oder als Ideal. Und wir waren niemals rassistisch.“

Ende 2008/Anfang 2009 geriet die Band ins Zwielicht, weil ihnen im Rock-Hard-Forum Verbindungen zum NSBM und zu rechtsgerichteten Bands nachgesagt wurden. Dies basierte unter anderem auf einer Mitwirkung von Keith Warslut an einem Album der RAC-Band Raven’s Wing, die aus Mitgliedern der Band Fortress besteht. In einem Interview wiesen KK Warslut und Matt Razor jedoch alle Vorwürfe von sich. Warslut erklärte, nur das Lied An Outlaws Life über Ned Kelly geschrieben und lediglich an zwei Liedern mitgewirkt zu haben. Das 1997er Album Through the Looking Glass von Ravens Wing wurde in Deutschland über Torsten Lemmers Rechtsrock-Label Funny Sounds vermarktet.

## Diskografie

### Alben
- 1997: Unchain the Wolves (Modern Invasion)
- 2000: Phoenix Rising (Season of Mist)
- 2002: Cold Steel… for an Iron Age (Season of Mist)
- 2009: Defiance (Season of Mist)
- 2011: To the Devil His Due (Kompilation, Hells Headbangers)
- 2016: Wildfire (Season of Mist)
- 2022: Never Surrender (Season of Mist)
- 2023: To the Devil His Due (Season of Mist)

### Singles, EPs
- 1995: Violence is the Prince of This World (EP, Modern Invasion)
- 1998: Satanic Speed Metal (Single, Merciless Records)
- 2000: King of Kings / Lord of Wild (Single, Anja Offensive)
- 2002: …Of Wolves, Women and War (Single, Satans Metal Records)
- 2003: Terror Abraxas (EP, Iron Pegasus Records)
- 2018: Call of the Wild (EP, Season of Mist)

### Samplerbeiträge
- 1997: Eternal Glory of War auf Blackend: The Black Metal Compilation, Volume 2 (Metal Blade)